# Archivio Ghetti
L'archivio Ghetti è conservato nelle strutture dell'Istituto Veneto di Scienze, Lettere ed Arti, presso palazzo Loredan a Venezia.

## Storia archivistica
L'archivio contiene le carte del processo, svoltosi all'Aquila, sul disastro del Vajont per il quale fu indagato Augusto Ghetti, in quanto direttore del dipartimento di ingegneria idraulica dell'Università di Padova, processo dal quale risultò assolto con formula piena, non avendo commesso il fatto.

## I documenti
I documenti presenti sono databili dal 1953 al 1983. Il fondo presenta 75 cartelle contenenti perizie, tavole tecniche, corrispondenza, ritagli di giornale, atti del tribunale dell'Aquila e un modello della diga.